# Litaí
En la mitología griega, las Litaí (en griego Λιταί) o Litae, eran los espíritus de la oración. Se las puede nombrar también como las Súplicas. Ningún autor cita sus nombres individuales ni su número. Homero las describe literalmente como «doncellas» kourai de Zeus en lugar de «hijas» thygateres, por lo que no está claro si eran sus hijas literales. 
Personajes totalmente homéricos, aparecen en el canto IX de la Ilíada, como las hijas cojas y arrugadas de Zeus; las Súplicas siguen a otra hija de Zeus, Atea («la ofuscación o insensatez») como sus sanadoras, pero que no pueden seguir su ritmo rápido. Traen gran ventaja a los que las veneran; pero si alguien las deshonra, entonces van a Zeus y le piden que envíe a Atenea contra esa persona.

También las Súplicas son hijas del excelso Zeus. Cojas, arrugadas y bizcas de ambos ojos, se cuidan de ir por detrás de la Ofuscación. La Ofuscación es vigorosa y ágil, porque toma a todas gran delantera corriendo y se adelanta por toda la tierra burlando a las gentes, y ellas van detrás curando el mal. A quien respeta a las hijas de Zeus cuando llegan cerca éstas le prestan gran beneficio y escuchan sus plegarias. Pero cuando uno las rehúsa y rechaza con rudeza, he aquí que ellas van y suplican a Zeus Cronión que la Ofuscación le siga, para que pague pena con su daño.
Homero: Ilíada IX vv 502 - 512

Realizarás, en este caso, una acción que a las Súplicas ofende, quienes son también las propias hijas del muy resonante Zeus e, irritadas con los hombres soberbios, tras ellos lanzan a la luctuosa Erinis, con toda su cólera.
Quinto de Esmirna: Posthoméricas X 301 ss

## Ences externos
- Theoi Project - Litai
- El hilo de Ariadna - Litae (enlace roto disponible en Internet Archive; véase el historial, la primera versión y la última).

- Datos: Q2705874